# One Night
One Night é uma canção da banda irlandesa de folk rock The Corrs. Foi lançada em 17 de julho de 2000 e faz parte do álbum de estúdio In Blue (2000).

## Letra e produção
A letra da música foi escrita pelos irmãos Corrs ( Andrea, Sharon, Jim e Caroline) e Alejandro Sanz foi produzida pela Warner/Chappell Music, Inc., Universal Music Publishing Group.

## Compilações
- 1 One Night (New Version-Radio Edit)

4:18
- 2 One Night (Original Album Version)

4:40
- 3 Una Noche (Radio Edit)

Featuring – Alejandro Sanz
4:16